# Spot: The Video Game
Spot: The Video Game es un videojuego desarrollado y producido por Virgin Mastertronic en 1990/1991 para las computadoras Amiga, Atari ST, MS-DOS, Game Boy y NES. Es el primer videojuego en presentar a la mascota de 7 Up en ese momento, "Spot", y luego fue seguido por los plataformas Cool Spot y Spot Goes To Hollywood.

## Jugabilidad
La jugabilidad se basa en un juego de mesa de estrategia llamado Othello o Reversi, que se originó en 1883, pero se desarrolla en un tablero de 7x7, aunque en algunas variantes, ciertas ubicaciones en ese tablero no estarían disponibles.
De dos a cuatro jugadores alternaban turnos, y cada jugador controlaba piezas de un color específico. En cada turno, un jugador selecciona una pieza existente de su color y luego una posición vacía a una o dos casillas de distancia. Si la ubicación seleccionada está a una casilla de distancia, se crea una nueva pieza en esa ubicación; de lo contrario, la pieza elegida se mueve de su ubicación original a la nueva ubicación. En cualquier caso, todas las piezas adyacentes se cambian al color de ese jugador.
Spot: The Video Game ofrecía un enfoque animado para mover las piezas. Dependiendo de la proximidad y la dirección del movimiento, el personaje Spot aparecería como la pieza en movimiento y bailaría, patinaría, haría una voltereta, se lanzaría, caería hacia atrás, etc. hasta la ubicación de destino.
Las versiones de NES y DOS permitían hasta cuatro jugadores, cada uno designado con un color específico. Los jugadores humanos se entregaban los controles para que todos los miembros pudieran hacer sus movimientos cuando llegara su turno.

## Historia
El juego, que originalmente se llamaba Infection, fue inventado por Dave Crummack y Craig Galley en 1988 para Wise Owl Software, que luego vendió los derechos a Virgin Mastertronic UK. Aunque se programaron versiones de Infection para Amiga, Commodore 64 y Atari ST, ninguna tuvo un lanzamiento comercial. Finalmente, el juego fue adquirido por Virgin Mastertronic US, que lo licenció a la corporación Leland, que luego lo lanzó como el juego arcade Ataxx en 1990. Casi al mismo tiempo, Virgin lanzó su propia versión del juego, "Spot: The Video Game". Infection fue inicialmente pensado para ser un lanzamiento de bajo presupuesto, y cuando se agregó la marca 7-up, Spot se vendió como un título de precio completo. Infection, aunque nunca tuvo un lanzamiento comercial, fue lanzado por el desarrollador Gary Dunne al dominio público en 1994. Infection also appeared on the cover disk of issue 49 of Amiga Power.
El diseñador Graeme Devine declaró en una entrevista retrospectiva que la versión NES de Spot fue creada "durante seis semanas sin hardware ni software de desarrollo".
Por tiempo limitado, se ofreció una promoción por correo para comprar la versión NES por $24.99, junto con cuatro etiquetas de botellas de 7up especialmente marcadas.

## Recepción
Wyatt Lee analizó el juego para Computer Gaming World y afirmó que "SPOT: The Computer Game ofrece un concepto simple con gráficos atractivos y una jugabilidad estimulante. Ofrece un juego rápido, interacción multijugador, una larga vida útil y mucho placer".

## Reseñas
- Amiga Power (Julio de 1991)[6]
- Amiga Power (Agosto de 1991)[7]
- ACE (Advanced Computer Entertainment) (Julio de 1991)[8]
- VideoGame (Enero de 1992)[9]